# Карлос Дельфіно
Карлос Дельфіно (ісп. Carlos Delfino, 29 серпня 1982) — аргентинський баскетболіст.
Олімпійський чемпіон 2004 року, бронзовий призер 2008 року, учасник 2012 року.
Чемпіон Америки 2011, 2022 років, срібний призер 2007 року.
Чемпіон Південної Америки 2004 року.
Переможець FIBA Diamond Ball 2008 року, бронзовий призер 2004 року.